# Atheropla
Atheropla é um gênero de traça pertencente à família Agonoxenidae.